# 愛知県警警部脅迫事件
愛知県警警部脅迫事件（あいちけんけいけいぶきょうはくじけん）は、2010年に発生した事件。

## 概要
2010年7月から8月に愛知県警暴力団捜査担当警部が携帯電話や自宅電話で「幼い娘がどうなっても知らないよ」等と数回脅迫される事件が発生した。
捜査によって山口組系弘道会の資金源と目されている風俗店グループ「ブルーグループ」による犯行と判明。「ブルーグループ」実質的経営者の自宅新築計画が「暴力団事務所になる恐れがある」として近隣住民による反暴力団運動が起こり2010年5月に担当建設会社から建設契約解除を申し渡される形で中止となったが、脅迫被害を受けた警部が建設会社の事情聴取などをしていたことを知った「ブルーグループ」実質的経営者が自身と弘道会との関係の捜査から手を引かせる目的から脅迫事件を計画したと愛知県警はみている。また弱みを握るために「ブルーグループ」実質的経営者は「ブルーグループ」幹部に脅迫対象の警部に関する個人情報の入手を指示し、住所や家族構成、電話番号等の個人情報を不正に入手した。
「ブルーグループ」は愛知県警警部のほかにも税務職員、報道関係者、銀行幹部、元交際相手ら少なくとも十数人の個人情報を不正に調査しており、グループにとって不都合な人物の弱みを探っていた。 
2013年1月5日に「ブルーグループ」実質的経営者と「ブルーグループ」幹部2人（A・B）が脅迫容疑で逮捕された。勾留期限が切れると、首謀者である「ブルーグループ」実質的経営者は脅迫容疑で起訴されたが、脅迫電話をかけた実行犯が特定できないため「ブルーグループ」幹部2人（A・B）は処分保留で釈放となった。同年5月31日に「ブルーグループ」実質的経営者と城正憲弁護士と処分保留中の「ブルーグループ」幹部Bが犯人隠避容疑で逮捕された。これは2011年6月に詐欺罪で勾留中だった「ブルーグループ」実質的経営者が接見相手である城弁護士に脅迫事件を打ち明け、城弁護士を介して「ブルーグループ」幹部Bに指示し、脅迫電話の実行犯である「ブルーグループ」幹部Aを逃亡させるために沖縄への航空券と逃亡資金数百万円を用意させ、「ブルーグループ」幹部Aを沖縄のホテルに滞在させた容疑である。また、実行犯である「ブルーグループ」幹部Aは逃亡に必要な他人名義の携帯電話を譲り受けた携帯電話不正利用防止法違反の疑いで逮捕された。その後、「ブルーグループ」実質的経営者と城弁護士と「ブルーグループ」幹部Bは犯人隠避罪で起訴され、「ブルーグループ」幹部Aは脅迫罪と携帯電話不正利用防止法違反で起訴された。また「ブルーグループ」幹部Bは脅迫罪では不起訴となった。
また脅迫事件の公判において「ブルーグループ」実質的経営者や幹部や経営者の元交際相手の証言が出てきたことにより、複数の愛知県警警察官に金や接待をして、県警情報の内通者にしていたことが明らかになった。その後の捜査で、愛知県警捜査一課警部が2012年8月下旬から9月上旬にかけて愛知県警のコンピューター端末で自動車の使用者情報を照会して、「ブルーグループ」実質的経営者に伝えた事件が浮上。この事件について、2013年9月から12月にかけて、愛知県警捜査一課警部が地方公務員法違反で「ブルーグループ」実質的経営者が地方公務員法違反幇助で逮捕・起訴された。また、愛知県警捜査一課警部は弘道会やブルーグループに絡む3件の情報について警察の担当者に照会した公務員職権乱用罪でも同年12月までに逮捕・起訴され、2014年2月に懲戒免職となった。
その後の裁判で以下の判決が言い渡された。
- 「ブルーグループ」実質的経営者 - 懲役2年6月（求刑:懲役3年6月）[7]及び懲役8月（求刑:懲役1年）[8]
- 城正憲弁護士 - 懲役1年6月執行猶予3年（求刑:懲役1年6月）[9]
- 「ブルーグループ」幹部A - 懲役8月罰金40万円（求刑:懲役1年6月罰金40万円）[10]
- 「ブルーグループ」幹部B - 懲役10月執行猶予3年（求刑:懲役10月）[11]
- 愛知県警捜査一課警部 - 懲役2年6月執行猶予4年（求刑:懲役2年6月）[12]

## その他
- 脅迫事件に端を発した捜査によって愛知県警捜査員等の個人情報が情報屋によって不正に取得されていることが発覚した。この情報屋の個人情報不正取引事件の捜査の過程で、ジャーナリストの岩瀬達哉を筆頭する週刊現代の取材チームがグリコ・森永事件に関する連載の最終回で名指しを避けながらミステリー作家の黒川博行を犯人視する記事の取材の過程で黒川の個人情報が不正取得されたことや、逗子ストーカー殺人事件において被害者の個人情報が不正取得されたことが判明している。